# Banco (Mali)
Banco es una localidad y comuna del círculo de Dioila, región de Kulikoró (Mali). 
En 2009, su población era de 36 726 habitantes.